# Jougne
Jougne är en kommun i departementet Doubs i regionen Bourgogne-Franche-Comté i östra Frankrike. Kommunen ligger i kantonen Mouthe som tillhör arrondissementet Pontarlier. År 2022 hade Jougne 1 915 invånare.

## Befolkningsutveckling
Antalet invånare i kommunen Jougne
Referens:INSEE